# Mobilida
Mobilida es un orden de ciliados peritricos parásitos o simbióticos, que comprende más de 280 especies. Los mobilidos viven sobre o dentro de una amplia variedad de organismos acuáticos, incluidos peces, anfibios, moluscos, cnidarios, platelmintos y otros ciliados, adhiriéndose a su organismo huésped por medio de un disco adhesivo aboral. Algunas especies de mobilidos son patógenos de peces silvestres o de piscifactoría, causando enfermedades graves y económicamente dañinas como trichodinosis.

## Descripción
Como sugiere el nombre, las células de los mobilidos son móviles, capaces de moverse en el cuerpo de un organismo huésped y de nadar entre huéspedes. Esto los distingue de los peritricos predominantemente sésiles del orden Sessilida, como Vorticella y Epistylis, que, durante la fase de alimentación o vegetativa del ciclo de vida, permanecen adheridos a superficies sumergidas, a menudo por medio de un tallo.
Como todos los peritricios, los móviles poseen una corona espiral de cilios que corren en sentido contrario a las agujas del reloj alrededor de la región oral (peristoma), en la parte anterior de la célula. La ciliatura del cuerpo está restringida a una corona posterior llamada "banda trocal", formada por tres anillos de cilios que rodean la región aboral de la célula. Esta banda trocal también se encuentra en los peritricos sesilidos, donde se cilia solo durante la fase de enjambre (telotroch) de la vida de la célula, durante la cual el organismo puede nadar libremente. En los ciliados móviles, la banda trocal es una característica permanente de la célula.
Los móbilidos poseen un "disco adhesivo" conspicuo en el polo aboral (posterior), lo que permite que el organismo se adhiera temporalmente a su organismo huésped. Este disco es radialmente simétrico y está compuesto por dentículos curvos entrelazados y fibras asociadas. El perímetro del disco se puede contraer, lo que le permite actuar como una ventosa para mantener el ciliado contra la superficie de su huésped mientras se alimenta. Debido a que el disco adhesivo es una estructura compleja y variable, y claramente visible en el microscopio óptico, los taxónomos lo han utilizado para diferenciar entre especies y géneros de Mobilida.
Los móbilidos normalmente se alimentan comensalmente de bacterias y desechos orgánicos que rodean a su huésped, pero también pueden consumir células epiteliales y otra materia celular eliminada por el propio huésped.

## Familias
Contiene las siguientes familias:
- Leiotrochidae
- Polycyclidae
- Trichodinidae
- Trichodinopsidae
- Urceolariidae